# Pichilatu
Jesús Argüelles Fernández "Pichilatu" (1900? - 1 de febrer de 1935) era un destacat cap revolucionari qui, un cop sufocada per l'exèrcit espanyol la Revolució d'Astúries de 1934 fou condemnat a mort i afusellat, l'u de febrer de 1935. Treballava com a dependent de comerç a Oviedo, era vidu i tenia una filla.
L'historiador David Ruiz, basant-se en el testimoni d'Aurelio del Llano, va difondre la versió que Pichilatu fou el responsable del metrallament de vuit persones als carrers d'Oviedo (Astúries) com a cap revolucionari de barri, si bé no es va poder demostrar la participació de Pichilatu en els fets, ja que Argüelles no utilitzava aquesta arma. L'escriptor Emilio Palacios (1898-1984), que va estar a la cel·la contigua tampoc acceptà la versió del metrallament.
Fou un dels pocs condemnats a mort pels fets a la Revolució d'Astúries de 1934, i l'únic civil.
Segons sembla, podria haver estat fill natural del ministre Melquíades Álvarez, diputat del Partido Republicano Liberal Demócrata.